# Кудино (Кировская область)
 Кудино — деревня в Кировской области. Входит в состав муниципального образования «Город Киров»

## География
Расположена на расстоянии примерно 7 км по прямой на юг-юго-запад от железнодорожного вокзала станции Киров.

## История
Известна с 1671 года как починок Овсяниковской с 4 дворами, в 1763 39 жителей, в 1802 7 дворов. В 1873 году здесь (Овсянниковская 1-я или Рухино, Кудино) дворов 2 и жителей 34, в 1905 (Овсянниковская 1-я или Кудино) 10 и 78, в 1926 (Кудино или Овсянниковская 1-я) 18 и 85, в 1950 12 и 47, в 1989 10 жителей. Настоящее название утвердилось с 1939 года. Административно подчиняется Ленинскому району города Киров.

## Население
Постоянное население составляло 4 человека (русские 100%) в 2002 году, 5 в 2010.